# Српска канцеларија у Дубровнику
Српска канцеларија је постојала у Дубровачкој републици (лат. Respublica Ragusina) најраније од 13. вијека. Некада се у изворима назива и просто словенском канцеларијом.
Она је била служена за ћириличну преписку романофона града са српским и словенским земљама у унутрашњости, са православцима и припадницима Босанске цркве. Први дубровачки канцелари су били углавном романске народности, односно славофони или пословењени Романи, потичући из дубровачких патрицијских племићких породица. Тек од средине 14. вијека писари долазе из редова ниже, грађанске класе, те је и њихове биографске црте значајно отежано убицирати.
Огромни корпус документарне грађе коју је оставила у својој вишевјековној историји је од несумњивог значаја за историју српских средњовјековних земаља. Питању Српске канцеларије у Дубровнику у литератури није посвећено исувише много, од појаве националистичке идеологије у доба народног препорода, она се у науци сматра као потврда за српски етноним назива за народни штокавски говор, барем у том подручју српско-босанског Поморја.
На супрот српској, за преписку са другима, римокатолицима, за латински језик и писмо, а не српски, знатно богатија и значајнија, била је коришћена Латинска канцеларија у Дубровнику.
Слична институција, 'тумача за српски језик' (драгомана), постојала је и у другим приморским латинским градовима на југоисточној обали Јадрана, која се протезала историјским заљеђем српских средњовјековних земаља, од Цетинске до Пречисте крајине, као нпр. у Котору,

## Списак познатих дубровачких српско-словенских писара
- (Аноним) (1214-1254)[2]
- (Озрен) (1278-1313)[3]
- Стојан Цепрић[4]
- Стефан Бинчулић (1313—1316)
- Јаков Крусић (1340—1347)
- Џиво Пармесан (1348—1363)
- Нико Бијелић (1363—1367)
- Мароје Никлић (1379—1387)
- Видош Богданић (1388—1389)
- Руско Христофоровић (1392—1430)
- Никша Звијездић (1430—1455)
- Маринко Цвјетковић (1455—1473)
- Мароје Птичић (1473—1482)
- Паскоје Примојевић (1482—1527)